# Breedkop-harlekijnslak
De breedkop-harlekijnslak (Polycera faeroensis) is een slakkensoort uit de familie van de mosdierslakken. De wetenschappelijke naam van de soort werd in 1929 voor het eerst geldig gepubliceerd door Lemche.

## Beschrijving
De breedkop-harlekijnslak is een zeenaaktslak, tot 45 mm groot, waarvan het lichaam doorschijnend wit is met gele uitsteeksels en een gele lijn langs de rand van de staart. De mondsluier heeft acht of meer gele uitsteeksels. De kieuwen en  gelamelleerde rinoforen zijn doorschijnend wit met een gele punt. Halverwege kop en staart zit de kieuwkrans met 5-8 korte enkelvoudig geveerde kieuwen. Karakteristieke exemplaren met aan weerszijden van de kieuwkrans twee breed afgeplatte papillen. Deze soort onderscheidt zich van de gewone harlekijnslak (P. quadrilineata) doordat het meer dan zes uitsteeksels op de mondsluier heeft en een meer gedrongen lichaamsvorm.

## Verspreiding en habitat
De breedkop-harlekijnslak is een typisch West-Europese soort, oorspronkelijk beschreven van de Faeröer-eilanden. Momenteel bekend uit het noordoostelijke deel van de Atlantische Oceaan tot het zuidelijke deel van Portugal en Spanje. Wordt vanaf de jaren 1990 ook in Nederland aangetroffen; de soort komt zeer zeldzaam voor in Oosterschelde en op de Doggersbank, Klaverbank en scheepswrakken in de Noordzee op dieptes tot circa 40 meter.
Deze soort leeft overwegend op hard substraat, in ondiep water op plekken waar voedsel voorkomt. Deze zeeslakkensoort voeden zich met struikvormige mosdiertjes zoals puimsteenmosdiertjes (Cellepora pumicosa), spiraalmosdiertjes (Bugula plumosa) en Crisia denticulata. In tegenstelling tot de gewone harlekijnslak voedt deze soort zich niet met korstvormende mosdiertjes. De dieren leven hoogstens een jaar, meestal veel korter.